# Indonezja na Mistrzostwach Świata w Lekkoatletyce 2013
Indonezja na Mistrzostwach Świata w Lekkoatletyce 2013 – reprezentacja Indonezji podczas Mistrzostw Świata w Moskwie liczyła 1 zawodnika, który nie zdobył medalu.

## Występy reprezentantów Indonezji
| Konkurencja            | Zawodnik                      | Preeliminacje | Preeliminacje | Eliminacje | Eliminacje | Półfinał | Półfinał | Finał    | Finał   |
| Konkurencja            | Zawodnik                      | Rezultat      | Pozycja       | Rezultat   | Pozycja    | Rezultat | Pozycja  | Rezultat | Pozycja |
| ---------------------- | ----------------------------- | ------------- | ------------- | ---------- | ---------- | -------- | -------- | -------- | ------- |
| Bieg na 100 m mężczyzn | Sapwaturrahman Sapwaturrahman | 10,75 (SB)    | 11. q         | 10,89      | 54.        | NQ       | NQ       | NQ       | NQ      |